# 남기호
남기호(한국 한자: 南基豪, 1987년 5월 29일 ~ )는 대한민국의 전 축구 선수이며, 포지션은 수비수였다.